# 庄头镇 (澄城县)
庄头镇，是中华人民共和国陕西省渭南市澄城县下辖的一个乡镇级行政单位。
2013年，陕西省民政厅批复同意撤销庄头乡，设立庄头镇。

## 行政区划
庄头镇下辖以下地区：
柏门村、庄头社区、庄头村、杨家庄村、越家庄村、程赵村、西夏村、代庄村、柳池村、李家河村、姬家河村、段家河村、柏东村、柏西村、王家醍醐村、垆洼村、郭家庄村、宋家庄村、曹庄村、后埝村、永内村、雷家洼村、里庄村、郑家村、堡城村、堡城庄村、金家桥村、神后村、岭上村、庙洼村、璞地庄村、林川村、马家河村、袁家河村、璞地村、赵家河村、党家河村、刘家河村和城墙头村。